# Офеня

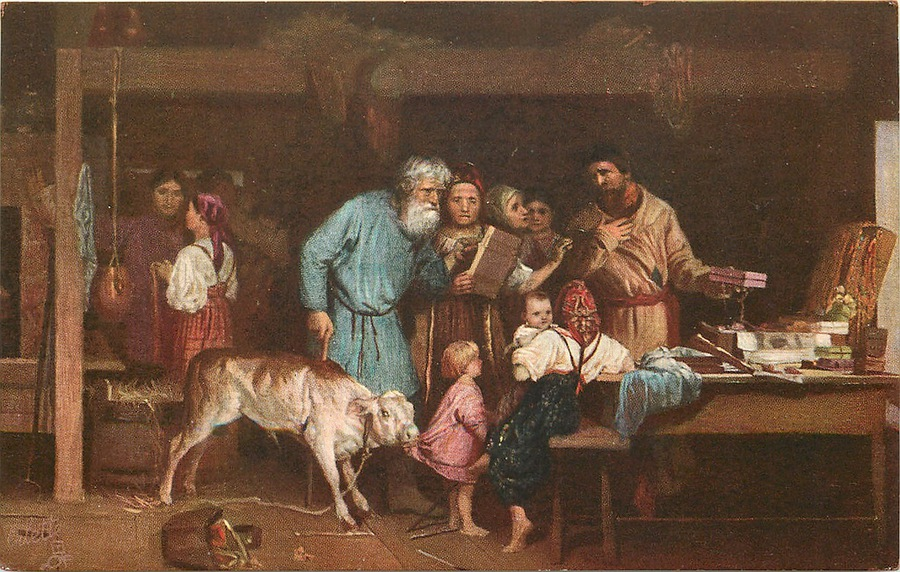
Н. А. Кошелев. Офеня-коробейник. 1865 год.

Офе́ня, Афеня — в Российской империи странствующий по деревням торговец мелочами с галантерейным и мануфактурным товаром, книгами, лубочными картинками.
У офеней, для общения между собой, развился особый условный язык (феня), сами офени называли себя масыками и обзетильниками. Офенями преимущественно называли только тех уличных торговцев-разносчиков, кто происходил из крестьян Владимирской губернии. В более западных губерниях России было распространено другое название — коробейники.
Родина офеней — село Алексино, Савинского района, Ивановской области. Ныне Объект культурного наследия «Алексино — родина коробейников».

## История офеней
Энциклопедический словарь Ф. А. Брокгауза и И. А. Ефрона описывает деятельность офеней так: «Большую часть года офени странствуют, отправляясь в путь в конце июля и начале августа (ранние офени) или в сентябре и в октябре (поздние офени); возвращаются к Масляннице или около Пасхи… Офеня не прочь перейти к оседлой торговле, если на новых местах встречает подходящия для того условия. Несмотря на трудность промысла, большинство офеней — закоренелые скитальцы, у которых бродяжничество обратилось в органическую потребность. Бедняк-офеня ходит с товаром пешком, причем сам возит короб на тележке — летом, на санках — зимою; это — ходебщики, мелочные торговцы, часто закупающие товару, почти исключительно книжки и картинки, на сумму 5-10, много 15 руб. и разносящие его по окрестным селам. Если у крестьянина-покупателя не оказывается денег, офеня дает книжки и картинки в долг, до следующего года, или меняет свой товар на лен, холст, хлеб, овес и пр. Вот почему в любом крестьянском доме офеня — желанный гость…»
По данным архивных источников, в книгоноши шли мужчины и женщины обоего пола, в среднем от 20 до 65 лет, из крестьян, мещан, отставных солдат и унтер-офицеров.
Традиционно торговлей вразнос занимались жители Владимирской, Тульской губерний, Серпуховского и Подольского уездов Московской губернии. Маршруты их странствий простирались до Урала. Один из тульских офеней описывал свой маршрут: «Из Сызрани едем на Самару в Бузулук, в Самаре мы не останавливаемся: там торговли не бывает, потому там почитай все раскольники, наших книг и картин не покупают. Потом едем на Бугульму, Белебей, Уфу, Златоуст, Верхнеуральск, Челябинск, Троицк, Красноуфимск, ну, а потом опять через Уфу обратно».

На рубеже XX века офенский промысел переместился исключительно в сельскую местность, где меньше зависел от конкуренции с купцами, способными везти из столиц в провинцию большие партии книг и открывать книготорговые заведения в городах. Появление в сёлах библиотек и читален при школах также подрывало деятельность офеней к началу XX в. 

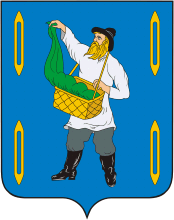
Офеня на гербе Савинского района Ивановской области.

### Происхождение
Согласно одной из версий, история офеней началась в XV веке, когда на Русь переселилось значительное количество греков из Османской империи. По другой — офени являются продолжателями традиций скоморохов. Большинство из них занялось торговлей. Через век бродячие торговцы стали считать себя отдельным тайным обществом на Руси; от странствующих скоморохов, купцов и ремесленников они переняли уклад жизни, а от паломников — книжную премудрость и греческие слова. Сами себя они называли офенями, что, скорее всего, с поправкой на искажение, означает «афиняне».
Известно, что некоторые офени предпочитали продаже обмен, получая от подобных сделок больший доход.
Около двух с половиной веков офени сохраняли свой жизненный уклад и говорили на тайном профессиональном языке, который назывался феня. Начиная с XIX века, язык «офеней» начали исследовать лингвисты.

## Определение Даля
Офеня (афеня) — ходебщик, кантюжник, разносчик с извозом, коробейник, щепетильник, мелочной торгаш вразноску и вразвозку по малым городам, сёлам, деревням, с книгами, бумагой, шёлком, иглами, с сыром и колбасой, с серьгами и колечками.
Владимир Даль несколько месяцев прожил на родине офеней, в селе Алексино, изучая их язык и составляя словарь офенского языка.

## Офени в литературе
- Офеням посвящена поэма Н. А. Некрасова «Коробейники»[8]. Отрывок из первой главы поэмы положен на музыку и широко известен как песня «Коробушка» или, по первой строчке, «Ой, полна, полна коробушка»[9].
- В рассказе Д. Н. Мамина-Сибиряка «Книжка с картинками». В повествовании о том, когда герой мечтал об атласе для самообучения рисованию, который принёс офеня.
- Этнографический сбор 1980-90-х годов, описанный А. Андреевым (псевдоним А. А. Шевцова) в книге «Мир тропы. Очерки русской этнопсихологии» Архивная копия от 14 апреля 2021 на Wayback Machine рассказывает о быте офеней, проживающих в с. Савино Савинского района Ивановской области.

## Пословицы на языке офень
- «Век живи, век учись — дураком помрешь» — Пехаль киндриков куравь, пехаль киндриков лузнись — смуряком отемнеешь.
- «Кто не работает — тот не ест» — Кчон не мастырит, тот не бряет.
- «Без труда не выловишь и рыбку из пруда» — Без мастыры не подъюхлишь и псалугу из дрябана[10].